# 아마존나무보아
아마존나무보아(Corallus hortulanus, Amazon tree boa, macabrel, Cook's tree boa, common tree boa, garden tree boa)는 남아메리카에서 볼 수 있는 독성이 없는 왕뱀과 종이다. 현재 식별되고 있는 아종은 없다.

## 개요
다 큰 것은 평균 5~6.5피트(1.5~2미터) 길이이다. 이 종들은 다양한 색과 패턴을 보여준다. 기본적인 색은 검은색, 갈색, 회색에서 다양한 음영의 빨간색, 오렌지색, 노란색 등에 이른다. 일부는 패턴이 없다. 일부 빨간 놈들은 노란 패턴이 있으며 일부 노란색은 빨간색 또는 오렌지색 패턴이 있다.

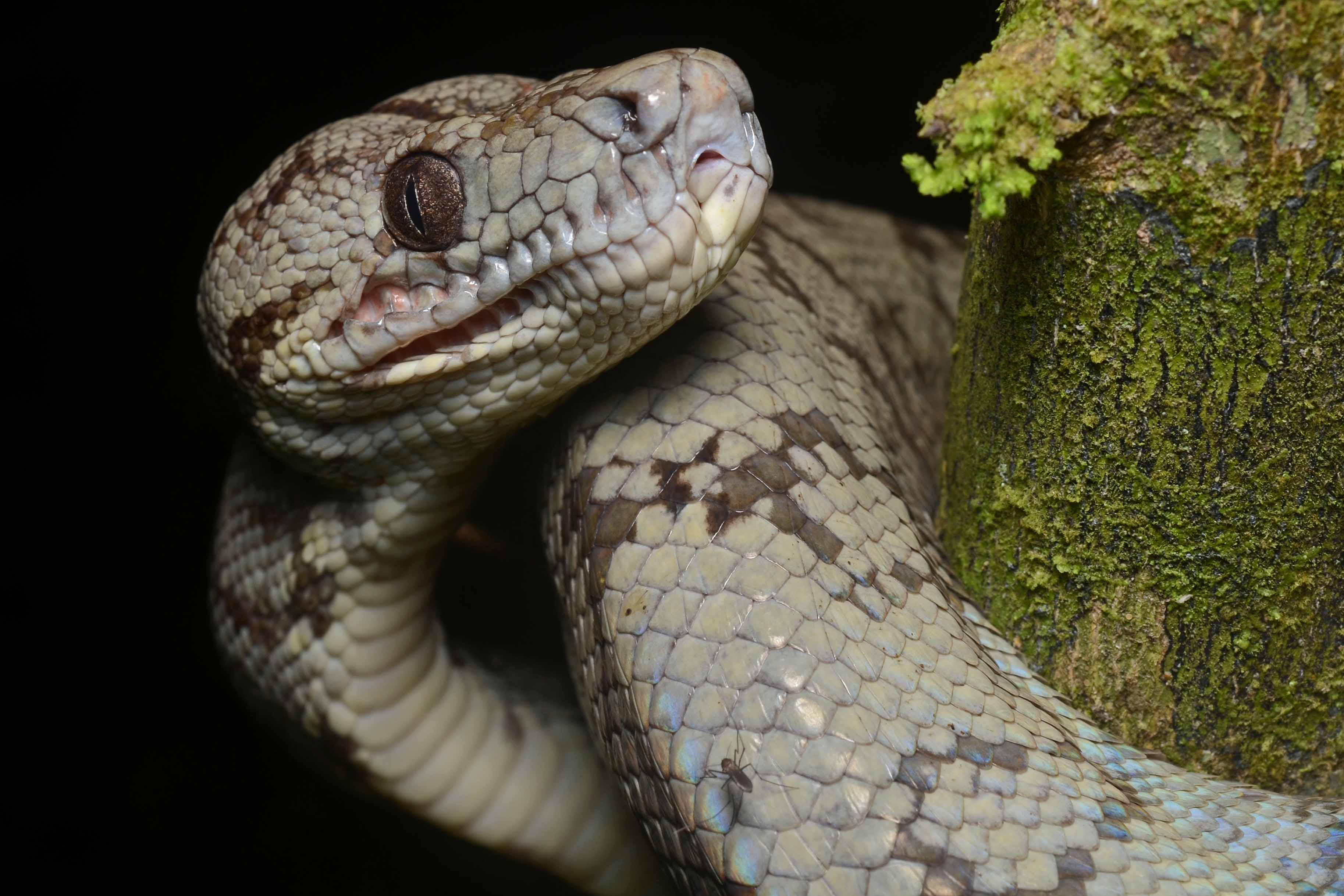
페루에서의 성체
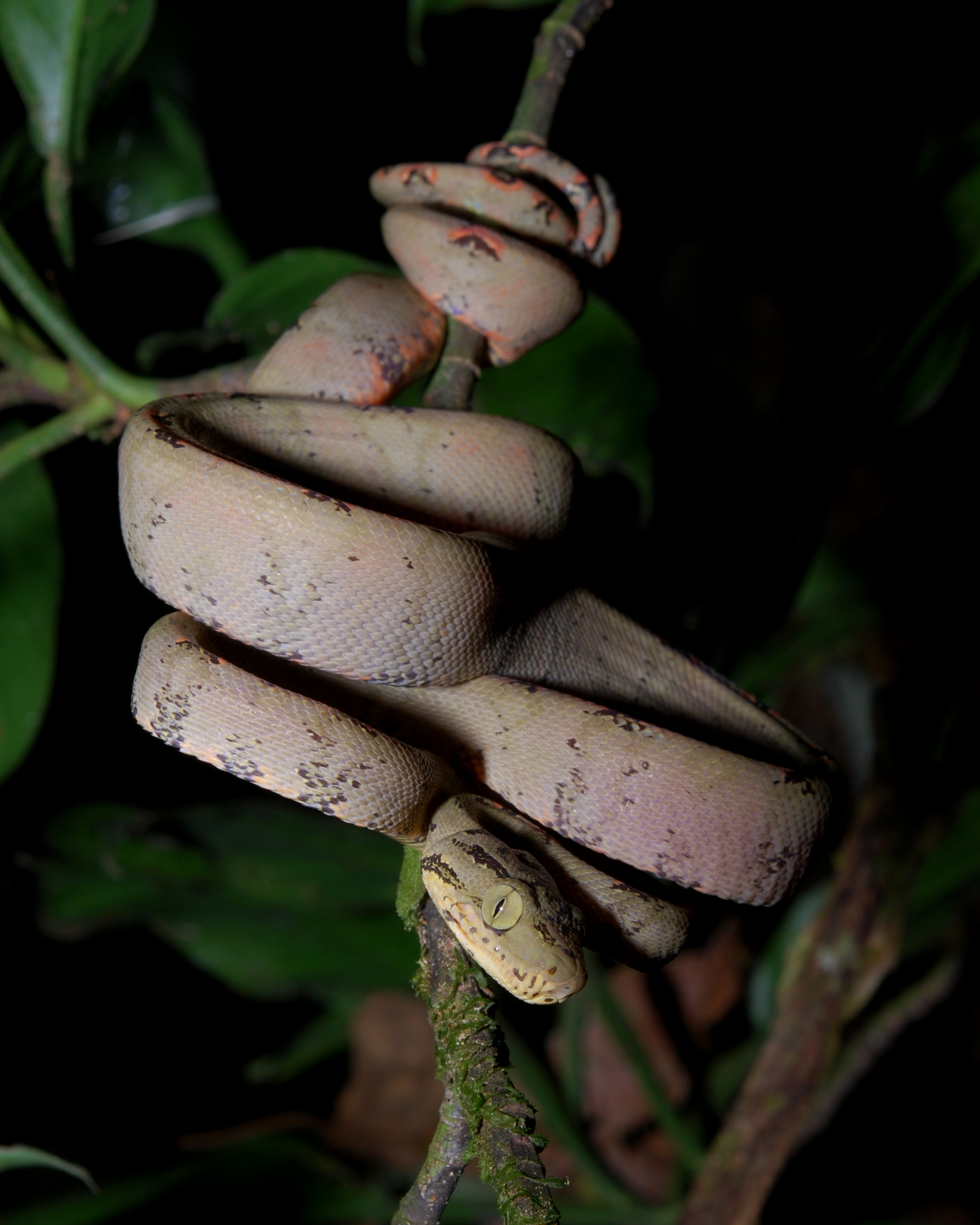
에콰도르에서의 유년기
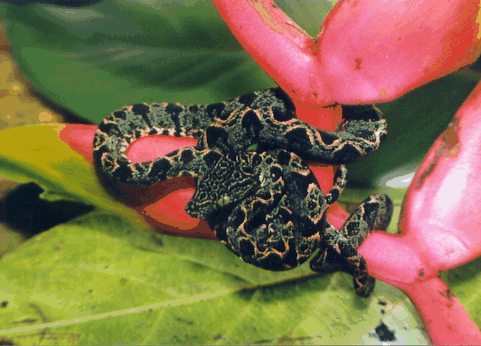
페루에서의 유년기